# Programma di Tolomei
Il programma di Tolomei (ufficialmente chiamato Provvedimenti per l'Alto Adige) fu reso pubblico il 15 luglio 1923, nel Teatro civico di Bolzano, da Ettore Tolomei stesso, con l'avallo del regime fascista.

## Il programma

Ettore Tolomei

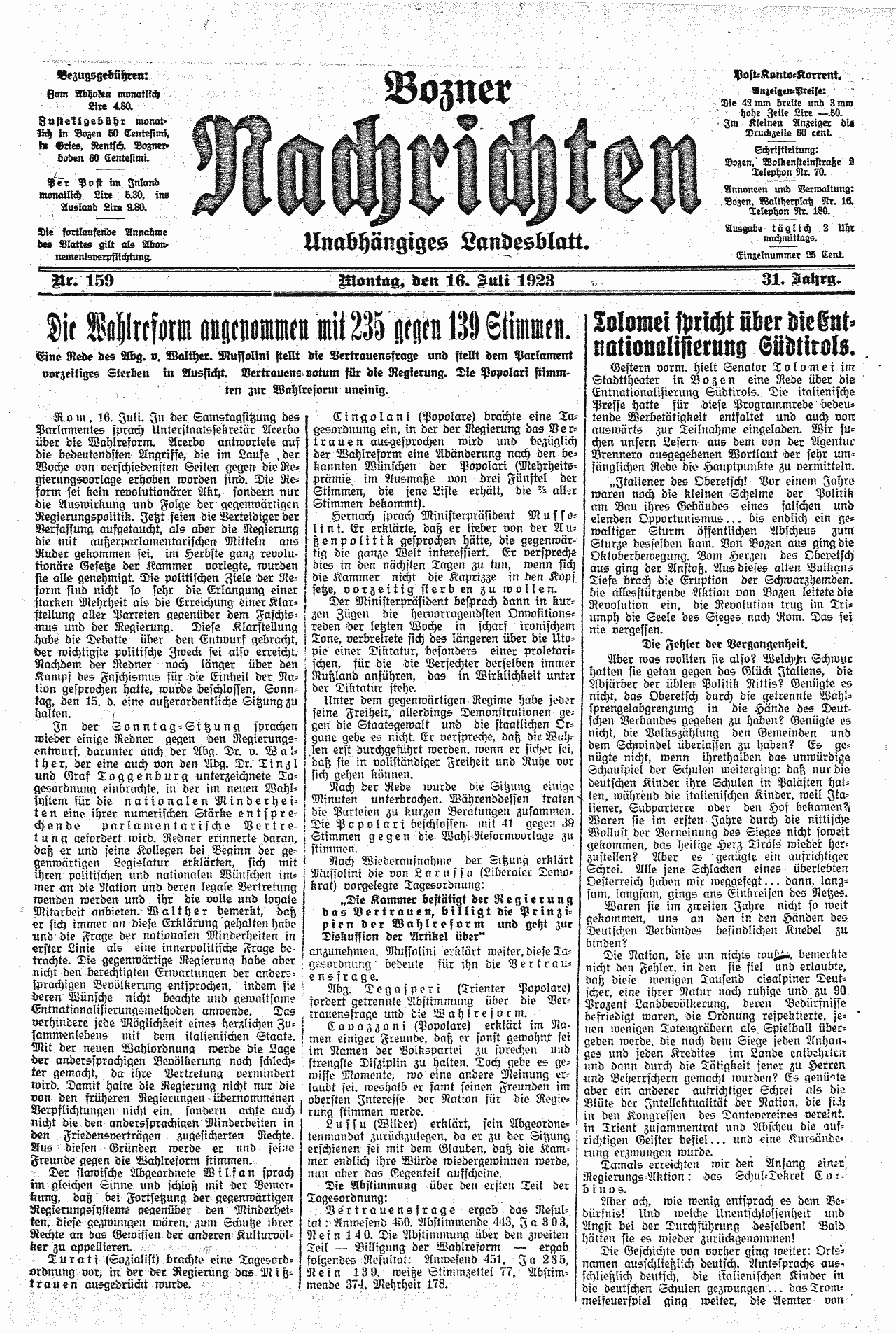
Resoconto del quotidiano Bozner Nachrichten, 16 luglio 1923

Il programma nazionalista del Tolomei che andava sotto il titolo Provvedimenti per l'Alto Adige, nella stesura delle quali fu coadiuvato, su diretto incarico del Gran Consiglio del Fascismo, dal fervente antisemita Giovanni Preziosi, prevedeva l'assimilazione e l'italianizzazione dell'Alto Adige, abitato allora per oltre il 90% da persone di lingua tedesca e annesso all'Italia nel 1919 dopo la sconfitta dell'Austria-Ungheria nella prima guerra mondiale.
Si doveva abolire la denominazione geografica di Tirolo, ipotizzando la nuova denominazione regionale di "Venezia Tridentina" e istituendo come denominazioni subregionali quelle di Trentino e Alto Adige e da un punto di vista amministrativo la sola provincia di Trento per garantire un maggior accentramento amministrativo. Nel 1928 Tolomei prese atto come fossero effettivamente entrate nell'uso le denominazioni di Trentino e di Alto Adige e come alla provincia di Trento si fosse affiancata nel 1926 la nuova provincia di Bolzano.
La toponomastica tedesca avrebbe dovuto essere resa nella forma italiana, in massima parte da lui stesso creata, o bilingue con l'utilizzo per primo della versione italiana. Nelle città e località più importanti si sarebbe dovuto fare esclusivo uso della forma italiana, mentre per gli altri l'uso del bilinguismo e qualora non esistesse una forma italiana si sarebbe dovuto far riferimento al Prontuario dei nomi locali dell'Alto Adige, di cui lo stesso Tolomei era autore. I nomi delle vie, rese in italiano o sostituite con denominazioni italiane, avrebbero dovuto essere bilingui.
Fu proposto, in maniera facoltativa di reitalianizzare i cognomi che Tolomei, arbitrariamente, ritenne solamente "germanizzati" per riportarli "alla forma originaria". Dal suo punto di vista, a distanza di alcuni anni Tolomei ammise: "L'applicazione delle norme è stata fatta un po' troppo burocraticamente, senza la cooperazione degli enti scientifici meglio adatti ad assicurare la perfetta rispondenza alle ragioni storiche e linguistiche. Da ciò non pochi errori."
A ciò dovevano accompagnarsi misure come il trasferimento del monumento al poeta Walther von der Vogelweide, che si trovava nella piazza principale di Bolzano, nel giardino del museo (poi effettivamente in una piazza periferica, nel 1935) e la sostituzione della stessa con una copia del monumento dedicato al generale romano Nerone Claudio Druso Germanico che era stato protagonista della campagna militare romana contro la Rezia, la quale non fu però poi installata.
Anche la stampa doveva essere italianizzata, censurandosi o vietando i giornali di lingua tedesca (chiusero importanti testate come il Bozner Nachrichten e il Bozner Zeitung). Nel 1926 vide la luce il quotidiano in lingua tedesca Alpenzeitung, di ispirazione fascista, mentre il quotidiano Der Tiroler, in ossequio alla disposizione che vietava l'uso della denominazione Tirolo e delle sue derivazioni, assunse il nuovo nome di Der Landsmann, che nel 1926 divenne Dolomiten. Ai quotidiani in lingua tedesca fu poi affiancata la Provincia di Bolzano in lingua italiana, sotto la direzione di Alfredo Giarratana ed espressione del PNF locale.
Per sottrarre il controllo dell'economia ai tedescofoni, tutte le banche di lingua tedesca (le varie Raiffeisen e Sparkasse) dovevano essere soppresse. Per permettere l'arrivo di coloni di lingua italiana anche la legge sul maso chiuso andava abolita.
L'amministrazione pubblica doveva essere in mani italiane con la nomina dei segretari comunali direttamente da Roma in modo che questi, conoscendo le leggi italiane, potessero meglio raccordarsi con il prefetto di Bolzano. Quando in seguito fu istituita la figura del podestà, Tolomei suggerì il loro rapido insediamento in tutti i comuni dell'Alto Adige dato che "di più si sarebbe ottenuto e di più si otterrebbe se effettivamente avessimo un podestà italiano, devoto al programma dell'assimilazione, ed un segretario statale, in ciascuno dei duecento comuni atesini".
Nella nuova provincia secondo Tolomei si sarebbe dovuto insediare un forte contingente di Carabinieri, superiore a quello delle altre provincie italiane anche per favorire la penetrazione nazionale. I carabinieri, necessariamente tutti italiani sarebbero preferibilmente dovuti arrivare dalla Lombardia, dal Trentino e dal Veneto in cui maggiormente era conosciuta la lingua tedesca, quindi "non carabinieri tedeschi istruiti nell'italiano, come ha voluto l'amministrazione precedente, ma carabinieri italiani istruiti nel tedesco e negli usi locali".
L'italiano doveva imporsi come unica lingua. L'italianizzazione della scuola costituì uno dei punti nodali e nel 1923-1924 quella italiana divenne l'unica lingua d'insegnamento. Questo causò la nascita delle Katakombenschulen.
Il programma di italianizzazione dell'Alto Adige venne inizialmente adottato dal Gran Consiglio del fascismo con voto unanime.
Alla strada dell'assimilazione si affiancò poi quella dell'immigrazione dal resto della penisola, per italianizzare l'Alto Adige tramite l'inversione degli equilibri demografici.
Anche la memoria dei combattenti di lingua italiana, del Trentino, che morirono in divisa austro-ungarica fu oggetto di manipolazione da parte di Tolomei.
In merito al monumento ai caduti austriaci di Cavalese, nel 1924, Tolomei scriveva alla Legione Trentina: "...è stato detto e ridetto che le vittime oscure dell’Austria nefanda potevano avere il ricordo di una semplice lapide in un angolo del camposanto, non già l'onore di una piazza e il quotidiano pensiero del popolo, dovuto ai caduti per la Patria. Per Cavalese, v'è un ordine, non eseguito, del Prefetto, che l'incompatibile mostruosità sia rimossa. Essa è al suo posto intanto. Mi dicono esservi di mezzo certe difficoltà di quattrini... Di ciò non mi curo. V'è un ordine, si eseguisca (sic). Non è affatto necessario di ricostruire. Basta distaccare le tre lapidi contenenti i nomi delle vittime e murarle con pietoso rito in Cimitero. Il resto allo sgombero".

### Fonti normative
- Regio decreto 29 marzo 1923, n. 800, Lezione ufficiale dei nomi dei comuni e di altre località dei territori annessi, convertito in legge 17 aprile 1925, n. 473.

### Testi
- Ettore Tolomei, I provvedimenti per l'Alto Adige, in Gerarchia, aprile 1928.
- Fabrizio Bartaletti, Geografia, toponomastica e identità culturale: il caso del Sudtirolo, in Miscellanea di storia delle esplorazioni, XXVII, Genova, 2002,  pp. 269-315. Riprodotto in  Quaderni Padani (PDF), nn. 51/52, 2004, pp. 37-61 (archiviato dall'url originale il 18 luglio 2011).
- (IT, DE) Sergio Benvenuti e Christoph von Hartungen (a cura di), Ettore Tolomei (1865-1952). Un nazionalista di confine / Die Grenzen des Nationalismus, Trento, Museo Storico in Trento, 1998.
- Marco Brando, Tolomei, l'"onomasticida" mancato. La politica linguistica fascista nel Südtirol/Alto Adige, su Treccani Magazine, 2021. URL consultato il 9 maggio 2024.
- (IT, DE) Andrea Bonoldi e Hannes Obermair (a cura di), Tra Roma e Bolzano. Nazione e provincia nel ventennio fascista / Zwischen Rom und Bozen. Staat und Provinz im italienischen Faschismus, Bolzano, Città di Bolzano, 2006, ISBN 88-901870-9-3.
- Maurizio Ferrandi, Ettore Tolomei: l'uomo che inventò l'Alto Adige, Trento, Publilux, 1986.
- Maurizio Ferrandi, Il nazionalista: Ettore Tolomei, l'uomo che inventò l'Alto Adige, prefazione di Hannes Obermair, Merano, Edizioni alphabeta Verlag, 2020, ISBN 978-88-7223-363-4.
- Maurizio Ferrandi e Hannes Obermair, Camicie nere in Alto Adige (1921-1928), Merano, Edizioni Alphabeta Verlag, 2023, ISBN 978-88-7223-419-8.
- (DE) Gisela Framke, Im Kampf um Südtirol. Ettore Tolomei (1865-1952) und das ‚Archivio per l'Alto Adige', Tübingen, M. Niemeyer, 1987, ISBN 3-484-82067-5.
- (DE) Johannes Kramer, Die Italianisierung der Südtiroler Ortsnamen und die Polonisierung der ostdeutschen Toponomastik, in Romanistik in Geschichte und Gegenwart, vol. 2, n. 1, 1996,  pp. 45-62.
- Elvira Migliario, Hannes Obermair, Roma sulle sponde del Talvera, in Elvira Migliario, Gianni Santucci (a cura di), «Noi figli di Roma». Fascismo e mito della romanità, Milano, Mondadori, 2022,  pp. 135-159, ISBN 978-88-00-86287-5.
- Silvia Morosi e Paolo Rastelli, La Grande Guerra degli italiani d'Austria tra memoria e oblio, su pochestorie.corriere.it, RCS, 24 giugno 2019. URL consultato il 9 maggio 2024.
- Gottfried Solderer (a cura di), Das 20. Jahrhundert in Südtirol, vol. II: 1920-1939: Faschistenbeil und Hakenkreuz, Bolzano, Raetia, 2000,  p. 62, ISBN 88-7283-148-2.
- (EN) Rolf Steininger, Rolf, South Tyrol: a minority conflict of the twentieth century, New Brunswick (New Jersey, USA), Transaction Publishers, 2003, ISBN 0-7658-0800-5.
- (DE) Klaus Stiller, Die Faschisten. Italienische Novellen, München, dtv, 1983, ISBN 978-3423054676 (con un ricco capitolo su Tolomei, definito un "isterico ultranazionalista").
- Miro Tasso, Fascismo e cognomi: il fallito onomasticidio di Stato altoatesino, in Rivista italiana di onomastica (RIOn), 24, 2018, 2, pp. 721-746.